# Pauline Dubuisson
Pauline Dubuisson  (* 11. März 1927 in Malo-les-Bains; † 22. September 1963 in Essaouira) war eine Französin, die im Alter von 24 Jahren ihren früheren Geliebten Félix Bailly ermordete. 1953 wurde sie zu lebenslanger Zwangsarbeit („travaux forcés à perpétuité“) verurteilt. Wegen guter Führung 1960 aus der Haft entlassen, siedelte sie nach Marokko über, wo sie 1963 im Alter von 36 Jahren Suizid beging. Ihr Lebensweg  fand Darstellung in mehreren literarischen Werken und war Inspiration für einige filmische Adaptionen. 

## Leben

### Kindheit und Jugend
Pauline Dubuisson wurde geboren am 11. März 1927 in Malo-les-Bains, einem damaligen Vorort, seit 1970 eingemeindeten Stadtviertel von Dunkerque. Sie war einziges Mädchen und jüngstes von vier Geschwistern. Zwei ihrer Brüder starben, als sie neun bzw. fünfzehn Jahre alt war. In der Zeit der deutschen Besetzung Frankreichs suchte ihr Vater zum Nutzen seines Unternehmens ein gutes Verhältnis zu den Besetzern, und deutsche Offiziere waren häufig zu Gast im Haus. Von ihren Eltern geduldet oder sogar gefördert, ging die junge Pauline Beziehungen zu deutschen Soldaten ein. Ihr Anstoß erregendes Verhalten in der Öffentlichkeit führte dazu, dass sie schließlich von der Schule verwiesen wurde. Ihr Baccalauréat bestand sie dennoch, indem sie sich den Stoff selbst aneignete oder von ihrem Vater vermittelt bekam. Anschließend, von 1944 bis zum Kriegsende, arbeitete sie als Krankenschwester in einem Hospital für deutsche Kriegsverletzte und wurde dort Geliebte des Chefarztes. Schon zu der Zeit war es ihr Wunsch, selbst einmal Ärztin zu werden.

### Studium – Félix Bailly – Suizid des Vaters
Voraussetzung für die Aufnahme eines Medizinstudiums war zur damaligen Zeit in Frankreich ein sogenanntes „PCB-Examen“. Dies bestand Dubuisson im Juni 1946 an einem Institut in Lyon, und unmittelbar darauf immatrikulierte sie sich an der medizinischen Fakultät von Lille. 
Im Herbst 1946 lernte sie den Studenten Félix Bailly kennen, und es entwickelte sich ein mehrjähriges Liebesverhältnis zwischen ihnen, das Dubuisson nie wirklich beendete, das aber Baillys Vorstellung einer gemeinsamen Zukunft keineswegs entsprach. Wiederholte Male machte er ihr Heiratsanträge, die sie jedoch nicht annahm und stattdessen kürzere Affären mit anderen Männern einging. Anfang 1950 zog Bailly nach Paris, um dort sein Studium zu beenden. Erst jetzt, örtlich von ihm getrennt, versuchte Dubuisson ihn zurückzugewinnen. Inzwischen hatte nunmehr Bailly eine andere junge Frau kennengelernt, mit der er sich verlobt hatte. Um Klarheit zu gewinnen, fuhr Dubuisson Anfang März 1951 nach Paris und begegnete Bailly. Da sie erkennen musste, dass er für sie verloren war, begab sie sich in ihren Geburtsort Malo-les-Bains, erwarb dort eine Pistole und fuhr erneut nach Paris. Nach zwei Tagen hektischer Wirrnis ließ Bailly sie schließlich in seine Wohnung ein. Gemäß ihrer eigenen späteren Darstellung wollte sie vor seinen Augen Suizid begehen. In dem sich ergebenden Handgemenge erschoss Pauline Dubuisson am Morgen des 17. März 1951 Félix Bailly. Die von Nachbarn alarmierte Notfall-Ambulanz fand neben der Leiche Baillys die auf dem Boden liegende bewusstlose Dubuisson mit einer schweren Gasvergiftung. Dass die von ihr geöffneten Gasleitungen einen ernsthaften, glaubwürdigen Suizidversuch darstellten, wurde später vor Gericht angezweifelt.
Als am folgenden Tag Paulines Vater, André Dubuisson, von ihrer Tat erfuhr, nahm er sich das Leben.

### Prozess – Haftzeit
Nach Abschluss der polizeilichen Ermittlungen war der Prozess gegen Pauline Dubuisson zunächst auf drei Tage im Oktober 1953 angesetzt worden. Am Vorabend des ersten Verhandlungstages unternahm sie einen erneuten Suizidversuch, so dass der zuständige Arzt sie für verhandlungsunfähig erklärte und der Prozess um drei Wochen verschoben wurde. Er wurde vor dem Cour d’assises de la Seine geführt und fand vom 18. bis zum 20. November im Pariser Justizpalast auf der Île de la Cité statt.
Nach dem Verlauf des Prozesses, der von der Staatsanwaltschaft sehr aggressiv geführt wurde – Staatsanwalt Raymond Lindon bezeichnete Dubuisson in seinem Plädoyer als „Monstrum“ und als „Hyäne“ –, war in der Öffentlichkeit allgemein die Höchststrafe, die Todesstrafe, erwartet worden. Von den Geschworenen war es dann die einzige Frau unter ihnen, die mildernde Umstände geltend machte und diese im Urteil auch durchsetzen konnte. Dubuisson wurde nicht zum Tode verurteilt, sondern zu lebenslanger Zwangsarbeit („travaux forcés à perpétuité“).
Nach zeitweiliger Unterbringung, vor und während des Prozesses in der Petite Roquette in Paris, dann für mehrere Monate in einem Gefängnis in Châlons-sur-Marne verbüßte Dubuisson den überwiegenden Teil ihrer Strafe im Frauengefängnis von Haguenau. Ihr einwandfreies Verhalten, ihr Lerneifer und die guten Beurteilungen durch die dortige „éducatrice“ führten dazu, dass ihr Strafmaß von „lebenslänglich“ zunächst auf maximal zwanzig Jahre befristet und dann noch mehrere Male zeitlich jeweils um zwei Jahre reduziert wurde.

### Entlassung aus der Haft – die letzten Lebensjahre in Marokko – Suizid
Nach fast exakt neun Jahren, die Dubuisson inhaftiert war, wurde sie aufgrund guter Führung am 21. März 1960 in die Freiheit entlassen.
Gemeinsam mit ihrer Mutter bezog sie eine Wohnung in Paris, benutzte fortan ihren zweiten Vornamen Andrée als Rufnamen und setzte dort ihr Medizinstudium fort. Ungefähr zwei Jahre später wurde sie aufmerksam auf ein Stellenangebot eines Krankenhauses im marokkanischen Essaouira, in dem eine Krankenpflegerin gesucht wurde. Sie sah darin eine Chance, ihr früheres Leben hinter sich zu lassen, bewarb sich, obwohl noch ohne Studienabschluss, auf die Stelle und wurde angenommen. Im Oktober 1962 siedelte sie über nach Marokko und trat ihre Stelle an. Bald darauf lernte sie in Essaouira einen jungen in Marokko lebenden Franzosen kennen. Die beiden verliebten sich ineinander, aber als Dubuisson ihm ihre Vergangenheit offenbarte, wandte er sich abrupt und unwiderruflich von ihr ab. Wenige Wochen später, am 22. September 1963, beging Pauline Andrée Dubuisson mithilfe einer Überdosis von Schlaf- und Beruhigungsmitteln Suizid.

## Darstellungen in Literatur und Film

### Film:Die Wahrheit(1960)
Pauline Dubuisson war gerade ein paar Monate aus der Haft entlassen, als in den französischen Kinos im Herbst 1960 ein Film anlief, der wesentlich von ihrem Fall inspiriert war: Die Wahrheit von Henri-Georges Clouzot. Der zeitgeschichtliche Hintergrund und die Lebenssituation der Protagonisten entsprechen in Clouzots Film in keiner Weise dem realen Fall; der Tathergang – eine junge Frau, die sich vor den Augen ihres ehemaligen Geliebten erschießen will, im Affekt aber ihn tötet, und die sich anschließend mit Gas das Leben nehmen will, gerettet wird und vor Gericht kommt – sowie Details der Gerichtsverhandlung, bis hin zu wörtlichen Zitaten aus den Prozessprotokollen, sind jedoch weitgehend identisch. Clouzot hatte sich mit der Co-Drehbuch-Autorin Simone Drieu fachkundigen Rat eingeholt. Drieu war zur Zeit des Dubuisson-Prozesses Mitarbeiterin von Maître René Floriot, der die Familie Bailly im Prozess vertrat. Der Film mit Brigitte Bardot in der Hauptrolle wurde in Frankreich mit rund 5 Millionen Zuschauern ein großer kommerzieller Erfolg.

### Journalistische Texte und literarische Werke
Zahlreiche journalistische Texte und literarische Werke beschäftigten sich in Frankreich noch Jahrzehnte nach ihrem Tod immer wieder mit dem „Fall Pauline Dubuisson“. Dies geschah zum Teil auf sehr reißerische Weise, so die Bewertung Philippe Jaenadas für die Schilderung der – historisch nicht einmal gesicherten – Vergewaltigung Dubuissons in Serge Jacquemards Buch L'Affaire Pauline Dubuisson. Das Urteil eines Autors wie Jean Cau über die junge zur Mörderin gewordenen Frau war auch vierzig Jahre nach ihrer Tat nach seinen eigenen Worten noch „kaltherzig“.
Seit den 2010er Jahren gab es ein wieder gestiegenes Interesse am „Fall Pauline Dubuisson“. Es hing auch damit zusammen, dass der französische Literatur-Nobelpreisträger Patrick Modiano in Interviews mehrfach auf seine Faszination für die Person und für den Fall hingewiesen hatte. Um 1961 herum – nach ihrer Entlassung aus der Haft und vor ihrer Übersiedlung nach Marokko – war er ihr selbst in Paris, in der Rue du Dragon, begegnet.
Zwei Bücher des Jahres 2015 nahmen diesen Impuls, der von Modianos Äußerungen ausging, bewusst auf. Sie nähern sich der Person Pauline Dubuisson auf sehr unterschiedliche Weise: Jean-Luc Seigle lässt in seinem Roman Je vous écris dans le noir (deutscher Titel: Ich schreibe Ihnen im Dunkeln) Dubuisson als fiktive Ich-Erählerin zu Wort kommen. Gleich am Anfang ihrer Erzählung berichtet sie davon, sie habe in der Rue du Dragon einen Jugendlichen bemerkt, der von seinen Freunden „Patrick“ gerufen wurde. Auch in Philippe Jaenadas biographischem Roman La petite femelle fällt der Name Patrick Modiano als Bezugspunkt mehrere Male.
Diese beiden Bücher stehen exemplarisch für verschiedene Möglichkeiten biographischen Schreibens. Aus Sicht von Jean-Luc Seigle ist es geradezu ein „Verbrechen der Literatur“, wenn Biographien sich „auf die Fakten beschränken“, „es sei denn, man nimmt als als Paradox hin, dass eine Biografie im Unterschied zum Roman am Leben vorbeischreibt. Paulines Geschichte darf [...] nicht nur an den Fakten entlang erzählt werden.“ Den entgegengesetzten Standpunkt vertritt Philippe Jaenada. Auch bei ihm gibt es Vermutungen über Beweggründe der Personen und eigene Deutungsversuche, z. B. über den Tatverlauf, aber ansonsten hält er sich ausschließlich an Fakten, an exakt recherchierte Chronologien der Ereignisse und an Protokolle der Verhöre und des Prozesses. Direkt als Antwort auf Jean-Luc Seigles wenige Monate zuvor erschienenen Roman schreibt er: „Es gibt Leben in diesem Roman [...], aber es ist nicht das von Pauline Dubuisson.“

### Zwei weitere Filme
Anfang des Jahres 2021 machten zwei französische Filme den „Fall Pauline Dubuisson“ zu ihrem Thema. Zum einen war es der auf France 2 gezeigte TV-Film La petite femelle, der auf Philippe Jaenadas gleichnamigem Buch basierte, aber als Spielfilm, mit Lucie Lucas in der Hauptrolle, inszeniert war. Zum anderen war es der Dokumentarfilm Pauline Dubuisson — L'impossible oubli von Vincent Maillard, der vom französischen Filmkritikerverband „Syndicat Français de la Critique de Cinéma“ eine Nominierung als bester Dokumentarfilm des Jahres erhielt.